# Lithospermum occidentale
Lithospermum occidentale är en strävbladig växtart som först beskrevs av Kenneth Kent Mackenzie, och fick sitt nu gällande namn av Weakley. Lithospermum occidentale ingår i släktet stenfrön, och familjen strävbladiga växter. Inga underarter finns listade i Catalogue of Life.